# Mister Scrooge
Mister Scrooge (též psáno Mr. Scrooge) je třetí opera slovenského skladatele Jána Cikkera na vlastní libreto napsané ve spolupráci s básníkem Jánem Smrekem na námět povídky Vánoční koleda Charlese Dickense.

## Vznik díla
Ve své třetí opeře Cikker radikálně změnil svůj hudební jazyk: na místo folklorismu a parafrází lidové písně jako v Jurovi Jánošíkovi a Begu Bajazidovi nastupuje rozhodný modernismus. Ve středu Cikkerovy pozornosti stojí – jako u všech jeho pozdějších oper – základní mravní otázky, na místo výpravného historického dramatu nastupuje komorní podobenství. Hudebně se jedná o prokomponované drama s příznačnými motivy, lyrickými místy (áriemi) a hojným a vynalézavým využitím sboru.
Pracovní název opery byl Tieně (Stíny). Cikker ji začal psát v prosinci 1957 v lázních Sliači, kde se léčil, když mu diagnostikovali vážnou chorobu. Dokončil ji do ledna 1959. Její uvedení bylo ihned připravováno ve Slovenském národním divadle. Již ve stadiu zkoušek však byla „vinou hrubého administrativního zásahu“, souvisejícího zřejmě s konkurenčním bojem ve Svazu slovenských skladatelů, z repertoáru vyřazena. Opeře byl vyčítán především mysticismus. Bylo připravováno místo toho nastudování v Banské Bystrici, ale i tam z uvedení sešlo. Pozdější vrcholný komunistický politik Vasil Biľak, tehdy slovenský pověřenec školství a kultury, ve svých pamětech popisuje, že musel operu zakázat na pokyn člena politického byra ÚV KSČ Pavola Davida, „který nečetl povídku ani libreto opery“. Podle Biľaka „nebylo lehké přesvědčit vedení Národního divadla, umělce i autora, že opera nebude mít premiéru,“ ale prý „naštěstí soudruh Cikker nezatrpkl, uvěřil mi, že je třeba počkat, a za několik let se opera uvedla pod jiným názvem – Mistr Skruž.“
Odmítnutí opery a související okolnosti přispěly ke zhoršení skladatelovy nemoci a depresi v následujících letech. Uvedení zamítnuté opery prosadil nakonec Cikkerův příznivce, (západo-)německý muzikolog Fritz Oeser, šéf německé sekce hudebního nakladatelství Bärenreiter. Premiéra Mistera Scrooge (pod názvem Večer, noc a ráno (Mister Scrooge)) se konala v roce 1963 v německém Kasselu pod taktovkou Christopha von Dohnányiho a v režii Hanse Neugebauera. Teprve poté (30. 11. 1963) následovala bratislavská premiéra. Ohlas publika i kritiky byl velmi příznivý. S inscenací hostovalo Slovenské národní divadlo též v Praze 2. června 1964 v rámci Festivalu československé operní tvorby XX. století. Opera byla později uvedena v Košicích (1984) a v Cikkerově Banské Bystrici (1997). Ke 100. výročí skladatelova narození ji nastudovalo Slovenské národní divadlo v Bratislavě, premiéra se konala 18. listopadu 2011. V českých zemích ji diváci mohli vidět zatím jen při příležitosti hostování souboru Slovenského národního divadla ve Smetanově divadle v Praze roku 1964.
Když roku 1979 získal Cikker cenu UNESCO za hudbu, věnoval skladatel této organizaci autograf klavírního výtahu opery Mister Scrooge. Rukopis je uložen v knihovně UNESCO v Paříži.
Slovenský režisér Tibor Rakovský natočil roku 1967 podle opery televizní film pro Československou televizi.

## Osoby a první obsazení
| osoba                             | hlasový obor  | slovenská premiéra (30.11.1963)                          |
| --------------------------------- | ------------- | -------------------------------------------------------- |
| David Scrooge                     | bas           | Juraj Martvoň / Gejza Zelenay                            |
| Fred, jeho synovec                | tenor         | František Livora / Gustáv Papp                           |
| Kate, Fredova žena                | soprán        | Kristina Kusá / Božena Suchánková                        |
| Bob, písař                        | tenor         | Janko Blaho / František Šubert                           |
| Jennifer, Bobova žena             | alt           | Yvetta Czihalová / Jaroslava Sedlářová / Ľuba Baricová   |
| Marta, jejich dcera               | soprán        | Eufrosína Gyermeková / Helena Valovičová                 |
| Koledník                          | soprán        | Drahoslava Královcová / Anna Martvoňová                  |
| Jacob Marley                      | bas           | Stanislav Beňačka / Ondrej Malachovský                   |
| Mary, Scroogeova bývalá snoubenka | soprán        | Drahoslava Královcová / Anna Martvoňová / Anna Peňašková |
| Kreithová, zlodějka               | alt           | Dita Gabajová / Tatjana Masariková                       |
| Dilberová, zlodějka               | alt           | Helena Bartošová                                         |
| Překupník                         | tenor         | Štefan Gabriš / Karol Sekera                             |
| Milosrdná sestra                  | alt           | Janka Gabčová / Marta Meierová                           |
| První Fredův host                 | alt           | Janka Gabčová / Marta Meierová                           |
| Druhý Fredův host                 | bas           | Juraj Hrubant / Boris Šimanovský / Jozef Džavík          |
| Boboby děti, koledníci, stíny     |               |                                                          |
| Dirigent:                         | Dirigent:     | Ladislav Holoubek                                        |
| Režie:                            | Režie:        | Karel Jernek                                             |
| Choreografie:                     | Choreografie: | Karol Tóth                                               |
| Scéna:                            | Scéna:        | Zbyněk Kolář                                             |
| Kostýmy:                          | Kostýmy:      | Olga Filipi                                              |

## Děj opery
Děj opery Mister Scrooge se odehrává v Londýně v polovině 19. století.

### 1. dějství
(1. obraz – Scroogeův obchod) 1. obraz využil autor k vykreslení Scroogeova charakteru. Je to starý ziskuchtivý skrblík (což je vlastně překlad anglického slova "scrooge") a lichvář, který umí každého vysát, včetně "malého, nepatrného dobráka Boba" – Scroogeova písaře. Scrooge se vysmívá Vánocům, odmítá je, přitom však má vidění svého zemřelého obchodního společníka Marleyho. Pohrozí Bobovi ztrátou zaměstnání, pokud si bude přidávat uhlí do kamínek ve své prochladlé kanceláři, vykáže svého synovce Freda, který jej přišel pozvat na štědrovečerní večeři, odhání i milosrdné sestry, které přišly prosit o příspěvek na chudé, se slovy „keď nemajú (prostriedkov), nech sa neveselia, a nech ani nežijú“, což mu později připomene Marleyho duch. Útočí i na koledníčka, ale při odchodu z pracovny se mu zjeví velký přízrak Marleyho tváře (projekce), která s rozsvícením světla zmizí. Po celý tento obraz se při Scroogeových vidinách jako ozvěna ozývá sbor tenorů za scénou.
Mezihra
(2. obraz – Ulice ponořená v mlze) Jak uvádí režisérská poznámka: „(2.obraz) se odehrává několik minut po událostech prvního obrazu. Scéna představuje ulici zahalenou tmou... ve které jakoby se pohybovaly stíny“. Scénu otevírá sbor v orchestřišti, který polyfonicky zpívá text umrlců (ten pravděpodobně pochází právě z pera Jána Smreka, neboť verše jsou slabičně periodické a rýmují se). Na scénu přichází Scrooge obklopený mlhou, vzápětí se mu však zjevuje Marley, který částečně s doprovodem sboru vyčítá Scroogeovi všechny jeho nelidské vlastnosti a vyzývá ho k nápravě. Vidinu Marleyho střídá vidina koledníčka z 1. obrazu a dalších tří koledníčků zpívajících v harmonickém zpracování tradiční anglickou vánoční koledu „Svätý Václav, dobrý kráľ“. V koledníčkovi a starší ženě poznává Scrooge sebe jako chlapce a svou matku. Z místa, odkud zmizeli, se vynořují dvě řeholnice a jedna z nich opakuje táž slova jako v 1. obraze. Scrooge jakoby neviděly; ten se snaží získat jejich lítost poukazováním na svou nemoc a je ochoten jim dát příspěvek na charitu. Poté, co milosrdné sestry zmizí, se Scrooge snaží racionálně uvažovat, v čemž ho vyruší vidina jeho zemřelé snoubenky Mary, kterou Scrooge kdysi zanechal pro nedostatečné věno. I ta poukazuje na Scroogeovu změnu lásky k ní na lásku k penězům. V gestu znázorňujícím přeskakování zábradlí a vrhnutí se do řeky ji Scrooge zastaví a za doprovodu sboru (stále z orchestřiště) odcházejí spolu domů.

### 2. dějství
(3. obraz – Scroogeova ložnice) V tomto snovém dějství je nejvíc koncentrovaný dějový posun imaginárními výstupy a časovými předěly na scéně, kde je stále přítomna realita v postavě Scrooge a současně výjevy odehrávající se na jiných místech a v jiném čase. Jeviště na začátku scény představuje ložnici ve Scroogeově bytě. Sem vstupuje Scrooge hovořící k neexistující Mary a přesvědčený, že ona spí, usíná i on. Vtom bleděmodrá zář osvítí Mary u okna. Mary hledíc na Scrooge lituje jeho citového chladu, což umocňuje mužský sbor (za scénou) na stejný text jako v předchozím obraze. Během tohoto výstupu autor požaduje úplné zhasnutí světel na jevišti. To přeruší smích z pozadí jeviště a ostré světlo osvítí Freda a jeho ženu Kate se třemi dalšími páry, veselící se u štědrovečerního stolu. Ložnice, Scrooge i Mary zůstávají neosvětlení ve tmě. Fred a Kate se dvěma hosty zpívají variaci na koledu „Svätý Václav“. Fred poté v rozhovoru s Kate také lituje Scroogeovy citové vyprahlosti. Následně jsou osvětleni Scrooge a Mary, každý na opačné straně rampy, zbytek scény je neosvětlený. Scrooge se jí vyznává ze svého mylného názoru na synovce, je dojat jeho soucitem. Scéna se mění na sváteční stůl v Bobově rodině – Scrooge a Mary opět mizí. U stolu je Bobova žena Jennifer a čtyři děti. Později přichází i Bob a jeho dcera Marta. I Bob při slavnostním vánočním přípitku přes protesty své ženy připomíná Scrooge a děkuje mu. Tuto scénu zase vystřídají vpředu na rampě Scrooge a Mary. Scrooge se rozplývá nad Bobovou dobrosrdečností, ale Mary během jeho monologu mizí. Místo ní se opět objevuje Marley. Připomíná Scroogeovi jeho krutá slova z 1. obrazu a předvádí mu scénu, ve které na vyvýšené části jeviště, kde se odehrávaly všechny předělové scény, Bob, jeho žena a Marta stojí u stolu oblečeni do černých plášťů, přičemž Bob drží berličku svého nemocného syna Tima, jehož smrt oplakávají. Právě Marley obviňuje Scroogea, že svým počínáním zaviňuje smrt jiných. Scrooge se brání, nabízí celý svůj majetek na Timovu záchranu. Marley však poukazuje na pomíjivost pozemského bohatství a přivolává další scénu, ve které se na tradičním vyvýšeném místě objeví postel, na které leží mrtvola představující Scroogeovo tělo. Okolo ní pobíhá skupinka zlodějů – Kreithová, Dilberová a strýček Pepa, kteří si rozdělují bez okolků kořist po Scroogeovi – ložní prádlo, peřinu, košili. Neviditelný Scrooge jen s hrůzou přihlíží, a když se znovu sám ocitá „mátožně osvětlený“, obklopují jej „stíny, příšery, výčitky a dorážejí na něj“. Je to „balet neurčitých postav a tvarů“. (Autor zde v klíčové scéně dává jen neurčitý popis baletu, jehož realizaci nechává na režisérovi nebo choreografovi.) Scrooge se marně brání svým vidinám. Scéna vrcholí zasáhnutím sboru na tradičně veršovaný text a balet „jakoby mrtvého“ Scrooge vynáší na vyvýšené místo, kde stojí mrtví Marley, Mary a Tim s berličkou.

### 3. dějství
(4. obraz – Scroogeova ložnice)
Třetí dějství uvádí předehra, v jejímž průběhu opona odhaluje scénu přesně stejnou jako na začátku předchozího obrazu. Celý tento obraz je monologem Scrooge, který po blouznivé noci dospívá k obrácení v lepšího člověka. Nachází své ložní prádlo nepoškozené, zjišťuje též, že Mary, kterou přikrýval v lenošce, byla jen přeludem. Scrooge naplňuje kouzlo Vánoc: naděluje příspěvek pro chudé, sepíše svou závěť, jíž rovným dílem odkazuje svůj majetek Bobovi a Fredovi. Po koledníčkovi, kterého vyhnal v 1. obraze, posílá dopis s testamentem Bobovi, a s přáním veselých Vánoc všem lidem v blaženosti klesá a umírá. Tak jej nachází Bob, který mu však může už jen zatlačit oči. Závěrečné poselství přednáší neviditelný sbor: „Zraňuj, tieň smrti, zraňuj, dobré činy však nezraníš!“